# NGC 5058
NGC 5058 је спирална галаксија у сазвежђу Девица која се налази на NGC листи објеката дубоког неба.
Деклинација објекта је + 12° 32' 55" а ректасцензија 13h 16m 52,2s. Привидна величина (магнитуда) објекта NGC 5058 износи 13,8 а фотографска магнитуда 14,6. NGC 5058 је још познат и под ознакама UGC 8345, MCG 2-34-6, MK 786, CGCG 72-42, KCPG 370B, PGC 46241.